# エルミナージュ 〜闇の巫女と神々の指輪〜
『Elminage 〜闇の巫女と神々の指輪〜』（エルミナージュ やみのみことかみがみのゆびわ）とは、スターフィッシュから発売されたロールプレイングゲームである。2008年3月にPlayStation 2で発売され、同年11月にニンテンドーDSに移植された。また、2011年5月にはタイトルを一部変更した移植作がPlayStation Portable向けに発売、また2016年1月にはPC版、同年12月にはニンテンドー3DS版(ダウンロード専売)が発売されている。

## 概要
システムは、ウィザードリィの流れを汲むダンジョン探索型の3DRPG。スターフィッシュが過去に発売したウィザードリィエンパイアシリーズ、ウィザードリィアスタリスクのモンスターグラフィックなどが使い回されているが、それらとの設定的な繋がりは無い。
タロットカードで様々な効果をもたらす遊楽者や、戦闘中に自動で回復アイテムを使用する能力を持つ使用人など、ウィザードリィとは異なる傾向の職業が取り入れられている他、一定レベルになると習得する職業ごとの固有能力、『ハイマスター能力/サマー能力』が設定されている。また、シナリオの中核を占める指輪探索では、初回のデータ作成時に指輪の配置場所がランダムで決定される為、探索の仕方はプレイヤーごとに変わる仕様となっている。
魔術師、僧侶、錬金術の各呪文の名前をユーザーが自由に変更できる、スペルキャスティングというシステムが採用されている。これにより、プレイヤーの好みによって他のゲームの魔法名でプレイする事も可能になった。
DS Remixでは、PS2版で不評だったロード時間の長さが大幅に軽減されている他、バグの修正、一部職業の仕様変更、アイテムの追加などが行われている。
PSP版のエルミナージュOriginalではDS Remixの変更点に加え、外部の画像をプレイヤーキャラクターの顔グラフィックに設定する「フェイスロード」機能、またロード時間を軽減するデータインストール機能が追加されている。
PC版はPSP版をベースに高解像度への対応、BGMの差し替えが行われた移植作となっており、またアップデートパッチを適用することで自由にゲーム内のBGMを差し替えられる「サウンドロード」機能に対応している。
3DS版ではカメラ機能を利用してキャラクターの顔グラフィックおよび全身グラフィックが設定できる「フェイスロード」「スタイルロード」機能が追加されたほか、細かい部分で多数の仕様変更が行われている。

## ストーリー
6柱の神々に生み出され、その力が宿る6つの指輪が作る結界によって長らく守護されてきた世界『ハルドラ・イール』。しかし、魔王降臨を目論む闇の巫女に結界を破られ、指輪も1つを除き世界中に散り散りとなってしまった。各国の王は軍を動員して指輪の探索に当たらせたが成果は上がらず、安定を欠いた世界で魔物達は急激に勢力を増していった。そんな中ついに、冒険者達に向けて指輪探索のお触れが発せられた。

## 種族
初期に選択する事が可能な種族は9種族。クエストを進める事で、更に3種族が追加される。種族ごとに固有の初期能力値、呪文抵抗値が設定されている為、職業の得手不得手が分かれる。また、一部には特殊能力を持つ種族も存在するが、基本的に特殊能力を持たない種族よりも成長が遅い。
人間
全てにおいて平均的な種族。呪文抵抗値が平均よりも低い。一言で言えば器用貧乏。
エルフ
知恵と信仰に長けた種族。呪文抵抗値が平均よりもやや高め。魔法系職業に向いている。
ドワーフ
信仰と腕力に長けた種族。反面、知恵と敏捷が低い。前衛系職業向き。
ノーム
信仰がずば抜けて高く、体力もある種族。僧侶系に向く。
ホビット（『Original』ではホートルット）
幸運と敏捷がずば抜けて高い、盗賊向きの種族。
フェアリー
力と体力が低い反面、その他は高水準。体の小ささから攻撃を食らいにくいが、装備は大きく制限される。
ワービースト
幸運が低い以外は高水準。攻撃時に毒を与える事がある。銀製品を装備すると呪われてしまう。
ドラゴニュート
腕力と体力が高い他、ブレス攻撃ができる唯一の種族。元々は人間とドラゴンのハーフだったらしい。
デビリッシュ
信仰と幸運以外は高水準な、人間と魔族のハーフ。武具の呪いを無効化する能力を持つ。
魔傀儡(追加選択種族)
呪文抵抗値がずば抜けて高いが、能力値は全種族の最低値の集合体という、魔法で動く人形。
オーガ(追加選択種族)
腕力と体力の塊で、状態異常からの回復率も他種族より高い。
ゴブリン(追加選択種族)
腕力と体力以外が高い、後衛向けの種族。

## 職業
キャラクター作成時に得られるボーナスポイントを必要な分だけ能力値に割り振る事で、職業を選択できる(性格による制限がある職業もある)。職業は大きく基本職、中級職、上級職に分けられており、後の物ほど必要能力値が高く、また成長が遅い傾向がある。上級職は最初から選択するのが困難な為、冒険である程度成長してから転職するのが一般的。
また、基本職はレベル26、中級職は32、上級職は36になると、その職業固有のハイマスター技能(以下、HM)/サマー技能(以下、サマー)を習得する(この二つは呼び名が違うだけで、基本的には同じ意味合いを持つ)。これによって各職業の特徴がウィザードリィシリーズより明確になった。また、転職を経験していないキャラクターのみ装備できる強力な武器・防具もあり、高レベルになっても基本職を使い続ける価値が大幅に上がった。
戦士-前衛系基本職
呪文は覚えないが成長が早く、HPの上昇も大きい。
HMの攻撃力上昇は全職業中トップの伸びを見せる為、高レベル帯での火力は凄まじい物がある。
魔術師-後衛系基本職
魔術師呪文のエキスパート。HMでは魔術師呪文の威力が大きく上昇する。
僧侶-後衛系基本職
僧侶呪文のエキスパート。アンデッドを消滅させるディスペルを持つ他、霊体への攻撃が可能。
HMは僧侶呪文の威力上昇と、ディスペルで経験値が獲得できるようになる「御魂解放」。初期には「御魂開放」と説明書に書かれていた。
盗賊-後衛系基本職
罠解除のエキスパート。レベルアップがずば抜けて速い。
HMで敵の装備解除と盗みが可能になる。アイテムコンプリートには必須。
HMの攻撃力上昇がレベルアップの速さとあいまってかなり伸びを見せる為、アタッカーも十分務まる。
錬金術師-後衛系基本職
錬金術呪文を覚え、鉱石で装備を強化する「鍛冶」、アイテムを合成する「錬金」を行える唯一の職業。
HMでは呪文威力上昇の他、合成した鉱石や武具を分解する「分解錬金」、鉱石の練度を上昇させる「高純度合成」を覚える。
使用人-後衛系基本職
いわゆるメイド。ターン終了時に仲間を自動で治療したり、貯金箱を投げて必中の攻撃をしたり、
ティータイムでMPや特殊能力の使用回数を回復したりと、かなり実用的な能力を持つ。
HMではティータイムが迷宮のお茶会に変わって効率がアップ。攻撃力も上昇。
司教-後衛系中級職
魔術師、僧侶の魔法を両方覚えるが習得は遅い。アイテムの鑑定ができる唯一の職業。ディスペルもできる。
HMでは呪文威力が上昇。
狩人-後衛系中級職
弓のエキスパート。盗賊技能も持つ。
回数制限付きでターン最初に攻撃をする速攻、状態異常の敵にターン終了時に攻撃を加える「追撃」が可能。
HMでは攻撃上昇の他、追撃の対象が敵全体に拡大される「掃討射撃」になる。
闘士-前衛系中級職
素手格闘の専門家。レベルの上昇に伴い、AC(アーマークラス)が下がる。
50%の確率で連続攻撃を行う「連撃」、発動したターンのみ敵が全ての耐性を失う「クリーンヒット」を持つ。
HMでは攻撃力が上昇する他、クリーンヒットの確率も上昇する。
遊楽者-後衛系中級職
盗賊技能を持ち、楽器を使える。『DS Remix』以降では魔術師呪文を習得するようになった。
最大の特徴はタロットで、敵味方全体に様々な効果を与える。PS2版と『DS Remix』以降では仕様が異なる。
HMは攻撃力上昇と、タロットの引きに影響を及ぼす「運命改変」。これもPS2版と『DS Remix』以降で仕様が異なる。
巫-後衛系中級職
不死・霊・悪魔退治のエキスパート。楽器が使える他、対霊攻撃も可能。
敵の魔法を防ぐ「結界」を使用可能。使用の度に反射→無効化→軽減と効果は落ちるが、宿に泊まると回復する。
サマーでは攻撃力上昇と、防具の代わりにお札を装備して攻撃回数を増加させる「古式」、
不死・霊・悪魔へのダメージを倍加する「降魔調伏」を覚える。
召喚師-後衛系中級職
契約した敵を味方として召喚できる召喚呪文を覚える唯一の職業。一部のクエストの達成に不可欠。
HMでは、召喚モンスターの能力を大幅に底上げする「血の盟約」を習得する。
神女-前衛系中級職
中立の女性のみが就ける職業。僧侶呪文、霊体攻撃、ディスペルが使える。
HMでは攻撃力が上昇する他、不死・霊・悪魔へのダメージを倍加する「降魔調伏」を覚える。
君主-前衛系上級職
神女と同様に僧侶呪文とディスペルが使えるが霊体攻撃能力はない。レベル上昇に伴い特殊抵抗率が上昇する。
HMで攻撃力が上昇する他、パーティ全体の特殊抵抗率を上げる「法院保護区」を習得。
侍-前衛系上級職
刀とメイン武器二刀流に特化した戦士。『DS Remix』以降では魔術師呪文を覚える。
サマーでは攻撃力が上昇。また、敵の直接攻撃にカウンター攻撃を行う「つばめ返し」を覚える。
忍者-前衛系上級職
レベルアップでACが下がり、敵を即死させる確率も上がる殺人マシン。盗賊技能も持つが、成長は最も遅い。
サマーでは攻撃力が上がる他、素手時の射程が無限になり、敵の奇襲率を半減する「闇討ち」、
隠れた後の攻撃でクリティカルヒット発生率を上げる「一閃」を覚える。

## 主な場所
トランジェルダ
プレイヤーの拠点となる街。選王ディンスのいる城やパーティを組む酒場などがある。
ノヴァ・カリス
エルフの街。住民の中には人間を嫌うものもいる。
ギガ・バザール
商業都市。
ヘーメ共同地区
ワービーストたちの街。トラブル解決のためのよろず相談所がある。
カテレゴ
ロジェラ大聖堂のある宗教都市。名物はエアリーバイダー(空飛ぶ鯨)の肉。
コートラスト要塞
ゴブリンとオーガの住む要塞。ダンジョン扱いのため、戦闘もある。
竜の牙
ハイドラ・イールのゼフカカ「竜の牙」が祀られている。しかし、今は闇の眷属に支配されている。
エルミナージュ
この大地とは異なる場所にある神々の書庫。司書のヒズベルトが冒険者たちにいろいろな便宜を図る。

## 登場人物

### トランジェルダ
ディンス
トランジェルダの選王。竜の牙を闇の眷属から奪還するために冒険者を募る。
マーシャ
酒場の看板娘。冒険に出たまま行方不明になった父親を案じている。
ミアマック
宿屋の主人。いつも不機嫌そうにしている。とある事情から特に冒険者には愛想が悪い。
オランド
オランド商店の店主。高齢のためか体調がよくない。
ナーウィ
オランド商店に居候するホビット(ホートルット)の少女。口が悪く、行儀作法も身についていない。
シスター・ミゼ
イルドラハ寺院のシスター。
サビア
訓練所の教官。デビリッシュ。

### ノヴァ・カリス
ファルネウス
ノヴァ・カリスの王。エルフ。美しいものに目がない。
ヨラ
術具店の店主。エルフ。人間を嫌っている。
フリーナ
広場にいる老女。エルフ。ロルファンという花をほしがっている。
ジオール
広場にいる老人。エルフ。かつて作り上げた魔傀儡の行方を捜している。
ハレス
王の使者。エルフ。空遊艇の研究者だった友人の日記を探している。
デク
ジオールによって作られた魔傀儡。口が悪い。イベントをこなすことで仲間になる。職業は使用人。

### ギガ・バザール
大商長ビルケ
ギガ・バザールの役員。フェニックスの羽毛を愛用している。
エスオン
イベントのヒントを有料で教えてくれる。
ハルモニ
光の庭という場所で行われるマジカルパーティに参加したがっている。そのため、一時的に仲間になる。
キンケード
錬金術のレシピを有料で教えてくれる。
コッペロ
道具屋の店主。鉱石探しのため店を空けることが多い。

### ヘーメ共同地区
トリンクルテ
ヘーメ書記長室の留守番。フェアリー。相談所の依頼をこなすとプレイヤーに武術大会の参加を促してくる。
ラットビー
よろず相談所の職員。
ネポラ
ニャンニャンどぐぁの店主。ワービーストの少女。あまり頭が良くないことを指摘されたため、賢くなりたがっている。

### カテレゴ
アルバシオス
ロジェラ大聖堂の神官。神について非常に長い話をする。
ゾアーヌ
売店を営むサムライ姿のドワーフ。見た目によらず可愛いものが大好き。
ロンデルギウス
竜人の君主。自称ドラゴンロード。有望な冒険者に勇者への試練と称する無理難題をふっかける。

### コートラスト要塞
ダイアレス
コートラストを治めるオーガロード。強きものこそ正義という信念を持ち、ゴブリン・オーガからの信頼も厚い。
バルモア
コートラストの戦士。オーガ。腕っ節や度胸、情の厚さはダントツで、ダイアレスからも目をかけられている。イベントをこなすと仲間になる。
ヨグマ
コートラストの司教。ゴブリン。呪文研究の第一人者で、ダイアレスからも目をかけられている。イベントをこなすと仲間になる。

### アイローク一族
アイローク
大魔公の一人。幾度となく新創地を破壊してきた。普通にゲームを進行した場合力を封じられた状態での戦闘となるが、一定の条件を満たすと真の力を解放したアイロークとの戦闘になる。
ヘリオライザ
アイロークの妻。元は信心深い巫女だったが、故郷を廃地にされたことから神々に対して尋常ではない怒りと絶望を抱き、アイロークの妻となる。
セフィリーヌ
一家の長女。誇り高い武人。
ターナ
次女。美貌の持ち主だが、とんでもない悪女で、つまらない男は容赦なく足蹴にする。
レカレス
三女。暗殺術に長ける。そのことへの引け目もあり、姉のセフィリーヌに強い敬慕の念を持つ。
モカレ
末妹。巨大な鎌を得物とする。トラブルメーカーで、ターナからよく馬鹿にされる。

### エルミナージュ
ヒズベルト
神々の書庫であり、大地での全ての事象を記録するエルミナージュ機構の司書(責任者)。冒険者たちにも好意的に接する。

### その他
フェンデル
大魔公の一人、ヒルデの部下。さほどの力を持っているわけではないが、それゆえに指輪の結界をくぐることができた。仲間たちと共に冒険者たちに挑戦してくる。
ヒルデ
剣に天秤という正義の女神の姿をしているが、大魔公の一人。大地を創っては捨てるという神々の方針に怒り、真の正義を求めて神々と対立する。
ダリシアマルテ
大魔公の一人で、レンザー家の当主。魔斧バルタギアスを2つの手に持ち襲いかかってくる。
「II」においては彼の甥・ミルコが登場する。

## 用語

### 神域
エルド
神のいる神域も不滅のものではなく、いつか滅びを迎える。その滅びを食い止めるものが「エルド」であり、時間神の持つ砂時計「トナク=カコナル」の砂が落ちるまでにエルドを見つけられなければならない。神々の中でも特に重要な任務を持つ創世六神はエルドが大地の営みから生まれることを突き止め、それを生み出すために大地の創造を行っている。しかし、エルドがどのようなものであるのかは明らかにされていない。
創世六神
実枢基世界の最高意思決定機関ともいえる6柱の神々の総称。生命を司る創命神・変幻神・暗滅神、物理を司る亜空神・時間神・存在神によって構成される。創世六神は役職のようなものであり、失策や大罪によって解任、または個人的事情から退任することもある。
創命神
命の誕生を司る。手にしている水晶球には胎児が描かれている。現在の創命神はイルドラハ。
変幻神
生命の成長と変化、性愛を司る。手にしている水晶球には心臓が描かれている。現在の変幻神はアシュテル。
暗滅神
命の消滅を司る。また、アンデッドが生まれるきっかけとなった「魂の道」の修復も任務としている。手にしている水晶球には髑髏が描かれている。死を司る神だが悪神というわけではなく、命の大切さに深い理解を示している。暗滅神はロジェラ(1・2)、サフィナート(3)。
亜空神
虚無から世界を作り出すための空間を生み出す神。手にしている水晶球にはメビウスの帯が描かれている。現在の亜空神は主席神でもあるポイド。
時間神
世界に時間の流れをもたらす。手にしている水晶球は「トナク=カコナル」。現在の時間神はナルゥ。
存在神
万物がそこに「ある」ことを承認する。存在神に承認されないものは世界に存在できない。手にしている水晶球には立方体が描かれている。存在神はデーハイン(1・2)、フルファレー(3)。

### エルミナージュ機構
エルミナージュ機構
神域によって創設された情報収集機構。エルド創出のために全ての大地での情報を一元的に管理する。組織は統括者の司書、司書の補佐官かつ次期司書候補の司書代行、執行者のライブラリアンで構成される。全大地の事象全て(個々人のプライベートや片言隻句すら)を記録するため、高度な中立性が担保されており、創世六神ですら記録の消去・改竄は認められていない。
司書
機構の統括者。機構が高度な中立性を有しているがゆえに司書自身の行動にも大幅な自由裁量権が与えられている。創世六神と前任司書の7人で投票を行うことで選出される。
ライブラリアン
機構の実行部隊。大地の情報収集と禁じられた知に触れようとするものを排除するのが主な任務。高い知性と独立した人格を備えているが、職務上客観性を保持しなくてはならず、観察対象や排除対象とのコミュニケーションは、ちょっとした会話さえも禁止されている。なお、機構の自由意志で選出することはできない。

### 暗域
大魔公
闇の眷属の中でも突出した力を持つものへの尊称。神域とは対立しているのだが、その態度は大魔公ごとに全く異なることなどから大魔公同士で対立することも珍しくない。

### 大地
ゼフカカ
「原初の土」とも呼ばれる魔法生物。大地はこのゼフカカを元に作られる。